# Xysmalobium stocksii
Xysmalobium stocksii är en oleanderväxtart som beskrevs av Nicholas Edward Brown. Xysmalobium stocksii ingår i släktet Xysmalobium och familjen oleanderväxter. Inga underarter finns listade i Catalogue of Life.